# 威清门街道
威清门街道是中华人民共和国贵州省貴陽市云岩区下辖的一个街道办事处。

## 行政区划
威清门街道下辖以下村级行政区划单位：
瑞北社区、威西门社区、下威清社区、山林社区、鲤鱼社区、延安社区。